# تپه پشته امام حسن
تپه پشته امام حسن مربوط به دوره اشکانیان است و در شهرستان قصر شیرین، بخش مرکزی، دهستان نصرآّباد، کنار روستای امام حسن و ضلع غربی رودخانه پشته امام حسن واقع شده و این اثر در تاریخ ۲۸ اسفند ۱۳۸۵ با شمارهٔ ثبت ۱۸۷۱۳ به‌عنوان یکی از آثار ملی ایران به ثبت رسیده است.